# Graaf van Mercia

Het graafschap Mercia ontstond na de verovering van Engeland door Knoet de Grote in 1016. Het Koninkrijk Mercia hield op de bestaan toen koning Eduard de Oudere het koninkrijk inpalmde in 918.
Knoet de Grote deelde Engeland in vier grote graafschappen: Wessex, Mercia, East Anglia en Northumbria. In 1017 liet hij ealdorman Eadric Streona executeren en stelde  Leofric van Mercia aan als graaf.
In 1071 kwam Edwin van Mercia in ongenade met Willem de Veroveraar en werd vermoord, Hugh d'Avranches werd benoemd tot graaf van het nieuwe graafschap Cheshire.

## Graaf van Mercia
- Leofric van Mercia (ca.1030-1057)
- Aelfgar (1057-1062)
- Edwin van Mercia (1062-1071)